# Kotsj

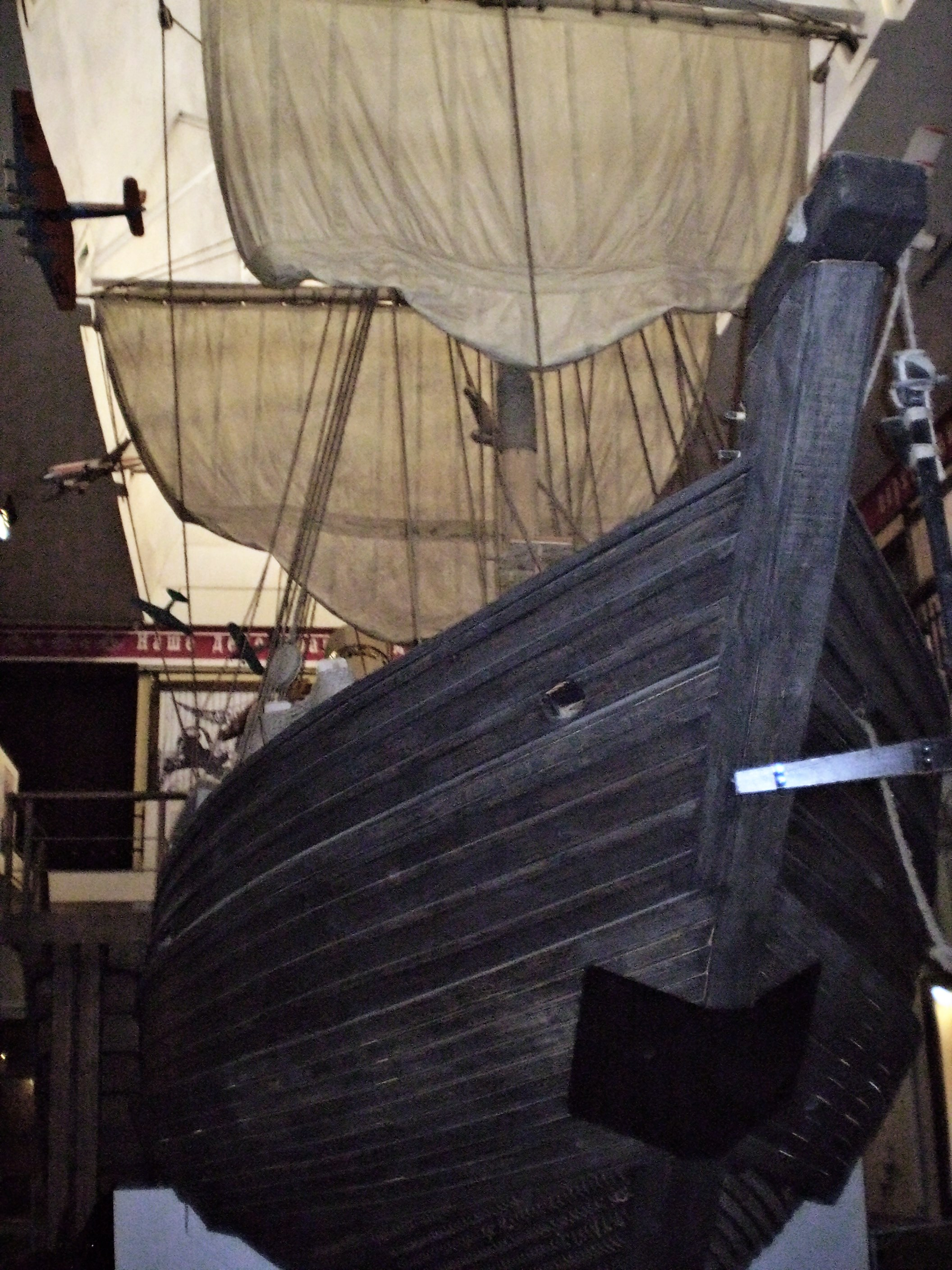
Kopie van een kotsj in het Streekmuseum van Krasnojarsk in Krasnojarsk

De kotsj (Russisch: коч) was een klein, houten, meestal een-, soms tweemastig zeilschip dat in Rusland gedurende het grootste deel van zijn geschiedenis (tussen de 9e en 19e eeuw) werd gebruikt voor poolreizen in de ijzige zeeën van de Noordelijke IJszee. Kotsjen werden aanvankelijk gebouwd door de Pomoren, maar later ook door andere Russen.
De kotsj werd beschermd tegen ijsschotsen en pakijs door een extra romp van hout en huiden (de kotsa; "ijspelsmantel") en door de vorm en het roer die specifiek toegerust waren op het zeilen in poolgebieden. Het schip werd veel gebruikt ten tijde van de hoogtijdagen van de Russische poolvaarten in de 15e en 16e eeuw. Uit documenten is gebleken dat de Russische koopvaardijvloot in sommige jaren ongeveer 7.400 kotjsen in gebruik had. In 1715 vaardigde tsaar Peter de Grote tijdens de Grote Noordse Oorlog echter een oekaze uit waarin stond dat scheepswerven alleen nog novomanernieje ("nieuw-bemande") schepen mochten bouwen: schepen die ook konden worden ingezet voor militaire doeleinden. Dit vormde een van de factoren die de kotsjen de das omdeed, daar deze hieraan niet voldeden.
Een kotsj had een bemanning van 6 tot 12 personen en kon soms tot ongeveer 40 mensen of 45 ton goederen vervoeren.

## Bouw
Kotsjen waren ovaalvormige boten met een platte of rondvormige onderzijde. Hierdoor waren ze goed bestuurbaar tussen de ijsvelden, maar ze waren waarschijnlijk minder goed bestuurbaar bij zware stormen.
Kotsjen kunnen op twee manieren worden onderverdeeld in subtypen: Bij de ene classificatiemethode wordt onderscheid gemaakt naar drie subtypen op basis van hun oorsprong (Siberische en Mangazejaanse) en hun zeewaardigheid. De latere typen werden eerst aan oostzijde van de Oeral gebouwd en vanaf de 17e eeuw ook in Jenisejsk.
Bij de andere classificatie wordt geen onderscheid gemaakt naar kleine verschillen in scheepsbouw, maar worden alle kotsjen ingedeeld in twee categorieën op basis van de gebieden waarin ze actief waren; 1) rivier en zee en 2) morskieje ("zeevarend") voor lange zeereizen.
De lengte van de kiel van een kotsj bedroeg 10 tot 25 meter. Kotsjen hadden 13 samengestelde ribben, die elk bestonden uit verschillende onderdelen. De kiel zelf was ook opgebouwd uit verschillende onderdelen. Schotten verdeelden het schip in verschillende compartimenten (tsjerdaki), die elk een eigen functie hadden. Naargelang het type had de kotsj een voorcompartiment dat gebruikt werd als onderkomen voor de bemanning, een spiegelcabine voor de kapitein en laadruimten in het midden van het schip. De kotsj had een plat dek. De meeste kotsjen droegen een vierkant zeil op hun mast(en) en vaak ook twee driehoekige zeilen op de boegspriet. De kotsj onderscheidde zich van andere schepen door de relatief grote omvang van haar vierkante roervin die een balans vormde voor het speciale extra smalle bovendeel van het roer. De kotsj had twee hoofdankers van 32 kg en vaak daarnaast ook lichte ankers. Volgens zeevaarthistorici zouden deze lichte ankers kunnen zijn gebruikt voor het aanmeren van kotsjen aan de rand van ijsvelden.
De poolwaardigheid van de schepen werd mogelijk gemaakt door de afgeronde lijnen van het scheepslichaam onder de waterlijn; een extra bedekking met pakijsbestendige huiden met eiken- en larikshouten planken (later werd ook gebruikgemaakt van metaal) langs de variabele waterlijn; een valse kiel voor overtoom over het ijs (en voor bescherming tegen schade veroorzaakt door het aan land lopen in ondiep water); en doordat het roer een asvormig bovenstuk en breed onderstuk (onder de waterlijn) had. Elke kotsj had verder twee of meer ijsboten en een windas met ankertouw aan boord. Elke ijsboot kon 1,5 tot 2 ton goederen vervoeren en was uitgerust met lange glij-ijzers (5 tot 7 meter) voor de overtoom over het ijs. Wanneer een kotsj gevangen raakte in het ijs kon de boot, geholpen door haar ronde vorm onder de waterlijn, naar boven worden gedrukt wanneer het schip werd samengedrukt door het ijs, zodat ze uit het water werd gedrukt op het ijs zonder schade aan de romp.
De kapiteins van de kotsjen kregen over de loop van de tijd de beschikking over een aantal navigatie-instrumenten, zoals een zonnewijzer, een magnetisch kompas met een drijvende vetromet ("windwijzer", een houten 32-punts kompasroos met 16 belangrijke winden), steeds gedetailleerde zeekaarten en zeilrichtingen. Verder wezen de sterren en achtergelaten merktekens op reeds eerder aangedane kusten hen de weg op de zeewegen.